# Língua arberesca
A arberesco, língua arberesca, língua arbëreshë (ISO 639), Arbëresh, Arbërisht, ou Arbërishte (em albanês: gjuha arbërishte), é um subtipo pertencente à língua albanesa, sendo uma variante da língua albanesa tosca, um dialeto falado no sul da Albânia pelos arberescos.
É a língua materna da etnia minoritária arbëreshë, uma ilha linguística, sendo chamada também "albanês da Italia", língua "arberesca" ou dos "albereses". A minoria albanesa na Itália se formou por meio de diversas imigrações para a Itália Meridional a partir da segunda metade do século oriundas da Albânia e da Grécia.
É tutelata pela República Italiana com base da Lei-quadro n. 482 de 15 dezembro 1999.

## Falsos cognatos
Embora a relação entre Arbëresh e o albanês padrão seja bem próxima, as duas não são 100% mutuamente inteligíveis, havendo alguns falsos cognatos:
| Arbëresh       | Significado        | Albanian    | Significado |
| -------------- | ------------------ | ----------- | ----------- |
| shërbenj       | trabalhar          | shërbej     | servir      |
| punonj         | trabalhar no campo | punoj       | trabalhar   |
| u nëng/ngë jam | Eu não sou         | unë nuk jam | Eu não sou  |
| kopíl          | rapaz              | kopil       | bastardo    |
| brekë          | calças             | brekë       | cuecas      |
| brumë          | pasta italiana     | brumë       | massa       |
| zienj          | cozinhar           | ziej        | ferver      |

## Dialetos

### Vaccarizzo
O albanês Vaccarizzo Albanian é uma variante do Arbëresh. É falado em locais como Vaccarizzo Albanese and San Giorgio Albanese na Calábria por cerca de 3 mil pessoas. Ess dialeto reteve algumas características arcaicas dos dialetos “Tosk” e “Gheg”.

## Fonologia

### VogaË
A letra ‹Ë› é pronunciada tanto como schwa [ə] ou como uma quase fechada - quase posterior [ʊ̜]. Assim, a palavra Arbëresh é pronunciada tanto [ɑɾbəˈɾɛʃ] como [ɑɾbʊ̜ˈɾɛʃ] dependendendo do dialeto..
Y to I
O Arbëresh não tem a fechada arredondada [y] do Albanês, sendo substituída pela vogal fechada frontal não-arredondada [i]. Ex.: ty ('tu') se torna ti, hyni ('entrar') se torna hini.

### Consoantes
GJ, Q
As letras ‹GJ› e ‹Q› são pronunciadas de forma palatal-plosiva velar sonora [ɡʲ] e palatal-plosiva velar surda, em lugar de uma plosiva palatal sonora [ɟ] e plosiva palatal surda  [c] como no albanês padrão. Ex.: a palavra  ('tudo') é pronunciada [ɡʲiθ] e não [ɟiθ], qiell ('paraíso') é pronunciada [kʲiɛx] e não [ciɛɫ], e shqip ('albaniês') é pronunciada [ʃkʲɪp].
GL, KL
Em algumas palavras o Arbëresh preservou os “clusters” /gl/ e /kl/. Em albanês padrão esses clusters se tornaram mpalatais oclusivas gj e q. Ex.:. glet não gjet ('ele/ela se parece com...'), klumësht não qumësht ('leite'), e klisha não kisha ('igreja').
H, HJ
A letra ‹H› é pronunciada como uma velar fricativa surda [x] (som também encontrado na língua grega em "χαρά" [xaˈra], 'alegria'). Desse modo, a palavra albanesa 'ha ('comer') é pronunciada [xɑ], não [hɑ]. O Arbëresh tem ainda a contraparte palatizada  [xʲ]. Desse modo, a palavra hjedh ('lançar') é pronunciada [xʲɛθ]. A combinação das letras HJ está presente em poucas palavras do albanês (sem ser uma fricativa velar surda), mas não é tratada como uma letra separada do alfabeto como é em Arbëresh..
LL, G
A letra ‹LL› e em geral a ‹G› são pronunciadas como uma fricativa velar sonora  [ɣ] (som também encontrado grego em "γάλα" [ˈɣala], 'leite'). Frequentemente o ‹G› é substituído por ‹GH› na ortografia Arbëresh. Ex.: a palavra llah ('comer até estufar) é pronunciada [ɣɑx], não [ɫɑh] como em albanês; ghajdhur ou gajdhur ('muar') é pronunciada [ɣajður]; e grish ('convidar') é pronunciada [ɣriʃ].

### Suavização de consoantes
Em contraste com o albanês padrão, o Arbëresh manteve osistema arcaico de suavização de consoantes no fical de palavras. As consoantes que mudam quando em posição final ou antes de outra consoante são as oclusivas sonoras b, d, g, gj; as africadas sonoras x, xh; e as fricativas sonoras dh, ll, v, z, zh.
| Sonoridade original | b [b] | d [d] | g [g]/[ɣ] | gj [gʲ] | x [dz] | xh [dʒ] | dh [ð] | ll [ɣ] | v [v] | z [z] | zh [ʒ] |
| Suavizada           | p [p] | t [t] | k [k]     | q [kʲ]  | c [ts] | ch [tʃ] | th [θ] | h [x]  | f [f] | s [s] | sh [ʃ] |

Exemplos:
- b > p: thelb ('cravo da Índia') - thelp
- d > t: vend ('lugar') - vent
- dh > th: zgledh ('ler') - zgleth
- g > k: lig ('mau') - lik
- gj > q: zogj ('garota') - zoq
- j > hj: vaj ('óleo') - vahj
- ll > h: uthull ('vinagre') - uthuh
- x > c: ndanx ('perto') - ndanc
- z > s: loz ('dança') - los
- zh > sh: gozhda ('alfinete') - goshda

### Tonicidade
A sílaba tônica em Arbëresh é geralmente a penúltima, como em italiano.

## Escrita
O arbëreshë usa o alfabeto latino sem as letras W e Y. Usa para sua fonologia as formas Ch, Dh, Ë, Gj, Gl, Hj, Kl, Ll, Nj, Rr, Sh, Th, Xh, Zh

## Distribuição geográfica
O arbëreshë é tutelado nas seguintes regiões:
1. Calabria (33 comunidades)
2. Basilicata (5 comunidades)
3. Molise (4 comunidades)
4. Sicilia (4 comunidades)
5. Puglia (3 comunidades)
6. Abruzzo (1 comunidade)
7. Campania (1 comunidade)